# Vitalia Djatsjenko
| jaar | rang enkelspel | rang dubbelspel |
| ---- | -------------- | --------------- |
| 2007 | –              | 787             |
| 2008 | 262            | 249             |
| 2009 | 118            | 100             |
| 2010 | 164            | 65              |
| 2011 | 125            | 66              |
| 2012 | 596            | 212             |
|      |                |                 |
| 2014 | 108            | 143             |
| 2015 | 169            | 97              |
| 2016 | 553            | 247             |
| 2017 | 188            | –               |
| 2018 | 120            | 430             |
| 2019 | 107            | 428             |
| 2020 | 124            | 308             |
| 2021 | 171            | 179             |

Vitalia Anatoljevna Djatsjenko (Russisch: Виталия Анатольевна Дьяченко) (Sotsji, 2 augustus 1990) is een tennisspeelster uit Rusland.

## Loopbaan

### Enkelspel
Djatsjenko debuteerde in 2007 op het ITF-toernooi van Dubai (VAE). Zij stond later dat jaar voor het eerst in een finale, op het ITF-toernooi van Redbridge (Engeland) – hier veroverde zij haar eerste titel, door de Tsjechische Iveta Gerlová te verslaan. In totaal won zij negentien ITF-titels, waaronder twee $100k-toernooien in Astana (Kazachstan) – de recentste titel won zij in 2022 in Mâcon (Frankrijk).
In 2009 kwalificeerde Djatsjenko zich voor het eerst voor een WTA-hoofdtoernooi, op het toernooi van Pattaya – zij bereikte er de tweede ronde. 
In haar eerste grandslamoptreden op Roland Garros 2009 wist ze door Mathilde Johansson te verslaan door te gaan naar de tweede ronde, waarin ze werd uitgeschakeld door Dinara Safina.
Zij stond in 2014 voor het eerst in een WTA-finale, op het toernooi van Taipei – hier veroverde zij haar eerste titel, door de Taiwanese Chan Yung-jan te verslaan. In totaal won zij drie WTA-titels, de tweede in 2019 eveneens in Taipei en de derde in 2021 in Angers.
Haar beste resultaat op de grandslamtoernooien is het bereiken van de derde ronde, op Wimbledon 2018 waar zij als kwalificante eerst Maria Sjarapova en daarna Sofia Kenin versloeg. Haar hoogste notering op de WTA-ranglijst is de 71e plaats, die zij bereikte in november 2014 na het winnen van het toernooi van Taipei en aansluitend bereiken van de halve finale op een $75k-ITF-toernooi in Dubai.

### Dubbelspel
Djatsjenko was in het dubbelspel minder actief dan in het enkelspel. Zij debuteerde in 2007 op het ITF-toernooi van Sarajevo (Bosnië en Herzegovina), samen met de Kroatische Tamara Stojković – zij bereikten er meteen de finale, die zij verloren van het duo Vasilisa Davydova en Karolina Jovanović. In 2008 veroverde Djatsjenko haar eerste titel, op het ITF-toernooi van Moskou (Rusland), samen met landgenote Maria Kondratjeva, door het duo Veronika Kapshay en Irina Kuzmina te verslaan. In totaal won zij dertien ITF-titels, de laatste in 2016 in La Marsa (Tunesië).
In 2009 speelde Djatsjenko voor het eerst op een WTA-hoofdtoernooi, op het toernooi van Pattaya, samen met de Oekraïense Joelija Bejhelzymer – zij bereikten er meteen de finale, die zij verloren van het koppel Jaroslava Sjvedova en Tamarine Tanasugarn. Bij haar grandslamdebuut op het US Open 2010, waar zij samen met de Turkse İpek Şenoğlu als alternate was toegelaten, bereikte zij de tweede ronde. In 2011 veroverde Djatsjenko haar eerste, en enige, WTA-titel op het toernooi van Tasjkent, samen met de Griekse Eléni Daniilídou, door de Oekraïense tweeling Ljoedmyla en Nadija Kitsjenok te verslaan.
Haar beste resultaat op de grandslamtoernooien is het bereiken van de tweede ronde, op ieder der vier grandslamtoernooien. Haar hoogste notering op de WTA-ranglijst is de 60e plaats, die zij bereikte in februari 2011.

### Tennis in teamverband
In 2015 maakte Djatsjenko deel uit van het Russische Fed Cup-team; zij behaalde daar een winst/verlies-balans van 1–0.

## Resultaten grandslamtoernooien
| Legenda | Legenda                          |
| ------- | -------------------------------- |
| g.t.    | geen toernooi gehouden           |
| l.c.    | lagere categorie                 |
| –       | niet deelgenomen                 |
| G       | uitgeschakeld in de groepsfase   |
| 1R      | uitgeschakeld in de eerste ronde |
| 2R      | uitgeschakeld in de tweede ronde |
| 3R      | uitgeschakeld in de derde ronde  |
| 4R      | uitgeschakeld in de vierde ronde |
| KF      | uitgeschakeld in de kwartfinale  |
| HF      | uitgeschakeld in de halve finale |
| F       | de finale verloren               |
| W       | het toernooi gewonnen            |
| w-v     | winst/verlies-balans             |

### Enkelspel
| Australian Open | –  | –  | 1R | –  | –  | –  | 1R   | –  |
| Roland Garros   | 2R | –  | 2R | 1R | –  | 1R | 1R   | –  |
| Wimbledon       | –  | 1R | 1R | –  | 3R | 1R | g.t. | 1R |
| US Open         | –  | 1R | 1R | 1R | –  | –  | –    | –  |

### Vrouwendubbelspel
| Australian Open | –  | 1R | –  | 2R | –  | –  | –  | –  |
| Roland Garros   | –  | 1R | –  | –  | 2R | –  | 2R | –  |
| Wimbledon       | –  | 1R | 2R | –  | –  | –  | 1R | 1R |
| US Open         | 2R | 2R | –  | –  | –  | 2R | –  | –  |

## Palmares
| Legenda                 |
| ----------------------- |
| Grandslamtoernooi       |
| Olympische Spelen       |
| Year-End Championships  |
| Premier Mandatory       |
| Premier Five / WTA 1000 |
| Premier / WTA 500       |
| International / WTA 250 |
| Challenger / WTA 125    |

### WTA-finaleplaatsen enkelspel
| nr.              | finale     | toernooi   | ondergrond    | tegenstandster | score         |         |
| ---------------- | ---------- | ---------- | ------------- | -------------- | ------------- | ------- |
| gewonnen finales |            |            |               |                |               |         |
| 1.               | 2014-11-09 | WTA Taipei | tapijt (i)    | Chan Yung-jan  | 1-6, 6-2, 6-4 | details |
| 2.               | 2019-11-17 | WTA Taipei | hardcourt (i) | Tímea Babos    | 6-3, 6-2      | details |
| 3.               | 2021-12-12 | WTA Angers | hardcourt (i) | Zhang Shuai    | 6-0, 6-4      | details |
| verloren finales |            |            |               |                |               |         |
| geen             |            |            |               |                |               |         |

### WTA-finaleplaatsen vrouwendubbelspel
| nr.              | finale     | toernooi       | ondergrond    | partner                 | tegenstandsters                        | score            |         |
| ---------------- | ---------- | -------------- | ------------- | ----------------------- | -------------------------------------- | ---------------- | ------- |
| gewonnen finales |            |                |               |                         |                                        |                  |         |
| 1.               | 2011-09-17 | WTA Tasjkent   | hardcourt     | Eléni Daniilídou        | Ljoedmyla Kitsjenok Nadija Kitsjenok   | 6-4, 6-3         | details |
| verloren finales |            |                |               |                         |                                        |                  |         |
| 1.               | 2009-02-15 | WTA Pattaya    | hardcourt     | Joelija Bejhelzymer     | Jaroslava Sjvedova Tamarine Tanasugarn | 3-6, 2-6         | details |
| 2.               | 2009-09-27 | WTA Tasjkent   | hardcourt     | Katsjarina Dzehalevitsj | Volha Havartsova Tatjana Poetsjek      | 2-6, 7-6, [8-10] | details |
| 3.               | 2010-05-08 | WTA Estoril    | gravel        | Aurélie Védy            | Sorana Cîrstea Anabel Medina Garrigues | 1-6, 5-7         | details |
| 4.               | 2010-08-07 | WTA Kopenhagen | hardcourt (i) | Tatjana Poetsjek        | Julia Görges Anna-Lena Grönefeld       | 4-6, 4-6         | details |
| 5.               | 2015-01-17 | WTA Hobart     | hardcourt     | Monica Niculescu        | Kiki Bertens Johanna Larsson           | 5-7, 3-6         | details |
| 6.               | 2015-08-02 | WTA Bakoe      | hardcourt     | Olha Savtsjoek          | Margarita Gasparjan Aleksandra Panova  | 3-6, 5-7         | details |
| 7.               | 2022-06-19 | WTA Gaiba      | gras          | Oksana Kalasjnikova     | Madison Brengle Claire Liu             | 4-6, 3-6         | details |
| 8.               | 2025-06-14 | WTA Ilkley     | gras          | Eden Silva              | Isabelle Haverlag Simona Waltert       | 1-6, 1-6         | details |

### Gewonnen ITF-toernooien enkelspel
| nr. | finale     | toernooi          | dotatie  | ondergrond    | tegenstandster in finale   | score               |
| --- | ---------- | ----------------- | -------- | ------------- | -------------------------- | ------------------- |
| 01. | 2007-11-11 | Redbridge         | $10.000  | hardcourt     | Iveta Gerlová              | 6-4, 6-0            |
| 02. | 2008-12-20 | Dubai             | $75.000  | hardcourt     | Urszula Radwańska          | 7-5, 2-6, 7-5       |
| 03. | 2009-03-29 | Moskou            | $25.000  | hardcourt     | Vesna Manasieva            | 2-6, 6-3, 4-1, opg. |
| 04. | 2010-07-18 | Darmstadt         | $25.000  | gravel        | Julia Schruff              | 6-4, 5-7, 6-4       |
| 05. | 2011-07-30 | Astana            | $100.000 | hardcourt     | Akgul Amanmuradova         | 6-4, 6-1            |
| 06. | 2013-12-21 | Ankara            | $50.000  | hardcourt (i) | Marta Sirotkina            | 6-7, 6-4, 6-4       |
| 07. | 2014-03-16 | Sharm-el-Sheikh   | $10.000  | hardcourt     | Naomi Broady               | 3-6, 6-4, 6-1       |
| 08. | 2014-07-27 | Astana            | $100.000 | hardcourt     | Çağla Büyükakçay           | 6-4, 3-6, 6-2       |
| 09. | 2014-09-13 | Moskou            | $25.000  | gravel        | Jevgenia Rodina            | 6-3, 6-1            |
| 10. | 2015-06-14 | Surbiton          | $50.000  | gras          | Naomi Osaka                | 7-6, 6-0            |
| 11. | 2017-08-12 | Chiswick          | $25.000  | hardcourt     | Viktória Kužmová           | 6-3, 6-4            |
| 12. | 2017-10-28 | Istanboel         | $25.000  | hardcourt (i) | Jaqueline Cristian         | 6-3, 6-1            |
| 13. | 2018-08-11 | Chiswick          | $25.000  | hardcourt     | Valentini Grammatikopoulou | 6-1, 7-5            |
| 14. | 2019-02-10 | Grenoble          | $25.000  | hardcourt (i) | Harmony Tan                | 6-1, 6-4            |
| 15. | 2019-02-16 | Shrewsbury        | $60.000  | hardcourt     | Yanina Wickmayer           | 5-7, 6-1, 6-4       |
| 16. | 2019-03-30 | Croissy-Beaubourg | $60.000  | hardcourt (i) | Robin Anderson             | 6-2, 6-3            |
| 17. | 2019-04-07 | Bolton            | $25.000  | hardcourt (i) | Jodie Burrage              | 6-2, 6-2            |
| 18. | 2019-04-14 | Istanboel         | $60.000  | hardcourt     | Ankita Raina               | 6-4, 6-0            |
| 19. | 2019-09-01 | Penza             | $25.000  | hardcourt     | Kamilla Rachimova          | 6-4, 6-1            |
| 20. | 2022-02-27 | Mâcon             | $25.000  | hardcourt (i) | Cristiana Ferrando         | 6-4, 6-3            |

### Gewonnen ITF-toernooien dubbelspel
| nr. | finale     | toernooi        | dotatie  | ondergrond | partner                 | tegenstandsters in finale              | score             |
| --- | ---------- | --------------- | -------- | ---------- | ----------------------- | -------------------------------------- | ----------------- |
| 01. | 2008-08-08 | Moskou          | $75.000  | gravel     | Maria Kondratjeva       | Veronika Kapshay Irina Kuzmina         | 6-0, 6-4          |
| 02. | 2008-08-23 | Moskou          | $25.000  | gravel     | Jevgenija Pasjkova      | Tadeja Majerič Natalia Ryzhonkova      | 6-0, 6-1          |
| 03. | 2009-03-29 | Moskou          | $25.000  | hardcourt  | Katsjarina Dzehalevitsj | Ljoedmyla Kitsjenok Nadija Kitsjenok   | 6-1, 6-1          |
| 04. | 2010-04-16 | Johannesburg    | $75.000  | hardcourt  | Eirini Georgatou        | Marina Erakovic Tamarine Tanasugarn    | 6-3, 5-7, [16-14] |
| 05. | 2010-07-18 | Darmstadt       | $25.000  | gravel     | Laura Siegemund         | Irina-Camelia Begu Erika Sema          | 4-6, 6-1, [10-4]  |
| 06. | 2010-09-25 | Shrewsbury      | $75.000  | hardcourt  | Irena Pavlovic          | Claire Feuerstein Vesna Manasieva      | 4-6, 6-4, [10-6]  |
| 07. | 2010-10-03 | Athene          | $50.000  | hardcourt  | İpek Şenoğlu            | Eléni Daniilídou Petra Martić          | walk-over         |
| 08. | 2011-07-30 | Astana          | $100.000 | hardcourt  | Galina Voskobojeva      | Akgul Amanmuradova Aleksandra Panova   | 6-3, 6-4          |
| 09. | 2013-11-16 | Dubai           | $75.000  | hardcourt  | Olha Savtsjoek          | Ljoedmyla Kitsjenok Nadija Kitsjenok   | 7-5, 6-1          |
| 10. | 2014-07-26 | Astana          | $100.000 | hardcourt  | Margarita Gasparjan     | Michaela Boëv Anna-Lena Friedsam       | 6-4, 6-1          |
| 11. | 2014-08-24 | Sint-Petersburg | $25.000  | gravel     | Ilona Kremen            | Natela Dzalamidze Anastasia Pivovarova | 6-1, 6-3          |
| 12. | 2014-11-15 | Dubai           | $75.000  | hardcourt  | Aleksandra Panova       | Ljoedmyla Kitsjenok Olha Savtsjoek     | 3-6, 6-2, [10-4]  |
| 13. | 2016-05-14 | La Marsa        | $25.000  | gravel     | Galina Voskobojeva      | Viktorija Kan Sabina Sharipova         | 6-3, 1-6, [12-10] |